# Новосельское (Запорожская область)
Новосельское (укр. Новосільське) — село,
Андреевский поселковый совет,
Бердянский район,
Запорожская область,
Украина.
Код КОАТУУ — 2320655203. Население по переписи 2001 года составляло 12 человек.

## Географическое положение
Село Новосельское находится на левом берегу реки Обиточная,
выше по течению на расстоянии в 3 км расположено село Сахно,
ниже по течению примыкает село Дахно.
На реке небольшая запруда.

## История
- 1923 — дата основания.